# Alsens landsfiskalsdistrikt
Alsens landsfiskalsdistrikt var 1918–1941 ett landsfiskalsdistrikt i Jämtlands län, bildat när Sveriges indelning i landsfiskalsdistrikt trädde i kraft den 1 januari 1918, enligt beslut den 7 september 1917. Landsfiskalsdistriktet avskaffades den 1 oktober 1941 (genom kungörelsen 28 juni 1941) när Sverige fick en ny indelning av landsfiskalsdistrikt. Alsens landskommun överfördes då till Offerdals landsfiskalsdistrikt och Mattmars landskommun överfördes till Mörsils landsfiskalsdistrikt.
Landsfiskalsdistriktet låg under länsstyrelsen i Jämtlands län.

## Ingående områden
Distriktet bestod under hela dess existens av samma område:
- Alsens landskommun
- Mattmars landskommun